# Robert A. Heinlein
Robert Anson Heinlein ([ˈhaɪnlaɪn]; Butler, 7 luglio 1907 – Carmel-by-the-Sea, 8 maggio 1988) è stato uno scrittore di fantascienza statunitense, tra i più influenti del suo tempo.

Firma di Heinlein.

Sviluppatore di nuovi temi, tecniche e approcci, negli anni quaranta fu uno dei protagonisti dell'età d'oro della fantascienza e negli anni sessanta il primo a pubblicare romanzi di fantascienza che scalarono la classifica dei best seller. I temi principali del suo lavoro sono a sfondo sociale: individualismo radicale, libertarismo, religione, longevismo, sperimentalismo politico, relazione tra amore fisico e amore romantico, separazione della sfera pubblica da quella privata e speculazioni su relazioni sociali e familiari non-ortodosse.

## Biografia
Heinlein nacque a Butler (Missouri), un piccolo centro agricolo, da una famiglia di origini tedesche e britanniche, ma trascorse la sua infanzia a Kansas City. L'ambiente e i valori di questi tempi e luoghi influenzeranno le sue successive opere; egli ruppe comunque molte delle consuetudini e delle convenzioni sociali, sia nei suoi scritti che nella sua vita personale. Terminate le scuole superiori si iscrisse nel 1925 alla Accademia navale di Annapolis nel Maryland dove si diplomò nel 1929, servì come ufficiale della Marina degli Stati Uniti con l'incarico di ufficiale di tiro. Sposò la sua seconda moglie, Leslyn McDonald, nel 1932 (del suo primo matrimonio si conosce poco).

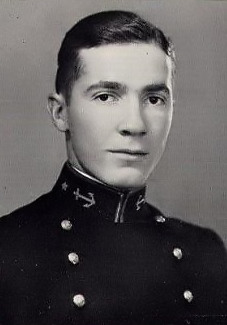
Heinlein dall'annuario del 1929 della US Naval Academy.

Nel 1934 venne congedato dalla marina poiché soffriva di tubercolosi polmonare. Durante il lungo periodo che fu costretto a trascorrere in ospedale egli reingegnerizzò mentalmente il letto ad acqua che più tardi inserì in Straniero in terra straniera. Il periodo trascorso in marina fu l'altra più grande influenza sul lavoro di Heinlein; per tutta la sua vita egli credette fortemente nella fedeltà e nella leadership e in altri valori associati alla vita militare. Dopo il suo congedo, Heinlein frequentò per alcune settimane dei corsi di matematica e fisica alla Università della California di Los Angeles, abbandonandoli a causa dei suoi problemi di salute, o per il desiderio di entrare in politica (o forse per entrambi i motivi). Si mantenne con tutta una serie di lavori, inclusi quelli di agente immobiliare e di minatore d'argento.
All'inizio degli anni trenta Heinlein fu attivo nel movimento socialista EPIC di Upton Sinclair (End Poverty In California - lett. Porre fine alla povertà in California). Quando nel 1934 Sinclair fu scelto come candidato del Partito Democratico per la carica di governatore della California, Heinlein lavorò attivamente per la sua campagna elettorale (che non ottenne successo). Heinlein stesso concorse per un seggio nell'Assemblea di Stato della California nel 1938 ma anch'egli non venne eletto (per una sfortunata sovrapposizione di eventi, proprio in quel periodo il politico nazista cecoslovacco Konrad Henlein compariva nei titoli sulle prime pagine dei giornali).
Pur non essendosi ridotto in povertà in seguito alle campagne elettorali - godeva di una piccola pensione di invalidità della Marina - decise di dedicarsi all'attività di scrittore per pagare i suoi debiti. Nel 1938-1939 scrisse A noi vivi (For Us, The Living), un romanzo di argomento scopertamente politico-utopico che però non trovò il favore degli editori (venne pubblicato postumo solo nel 2003, dopo il suo fortunoso ritrovamento). Nel 1939 Heinlein riuscì a pubblicare la sua prima storia (La linea della vita) sulla rivista pulp Astounding Magazine. Progettò di ritirarsi una volta pagati i debiti, ma desiderava una nuova auto, fare un viaggio a New York e altre cose. Disse a John W. Campbell, il direttore di Astounding, che avrebbe abbandonato la scrittura non appena gli fosse stata rifiutata una storia. Quando questo avvenne, Heinlein abbandonò la carriera di scrittore ma cominciò a sentirsi inquieto: divenne nervoso e distratto, soffrì di perdita d'appetito, calo di peso e insonnia. Pensò che forse potevano essere le avvisaglie di un terzo attacco di tubercolosi polmonare. Quando Campbell seppe delle sue condizioni, disse che avrebbe dato una nuova occhiata alla storia rifiutata e infine l'accettò, chiedendo alcune correzioni minori. Quando Heinlein si sedette a scrivere le correzioni si sentì subito meglio.
Heinlein fu rapidamente riconosciuto come il leader di un nuovo movimento verso una fantascienza "sociologica". Iniziò a inserire le prime storie pubblicate nell'interno di una "Storia futura" (Future History, la cui tabella fu pubblicata sul numero del maggio 1941 di Astounding). Durante la seconda guerra mondiale servì nella Marina come ingegnere aeronautico civile nel laboratorio materiali della Naval Aircraft Factory, lavorando con i giovani Isaac Asimov e Lyon Sprague de Camp. In questo periodo conobbe inoltre Virginia "Ginny" Gerstenfeld, che divenne la sua terza moglie.

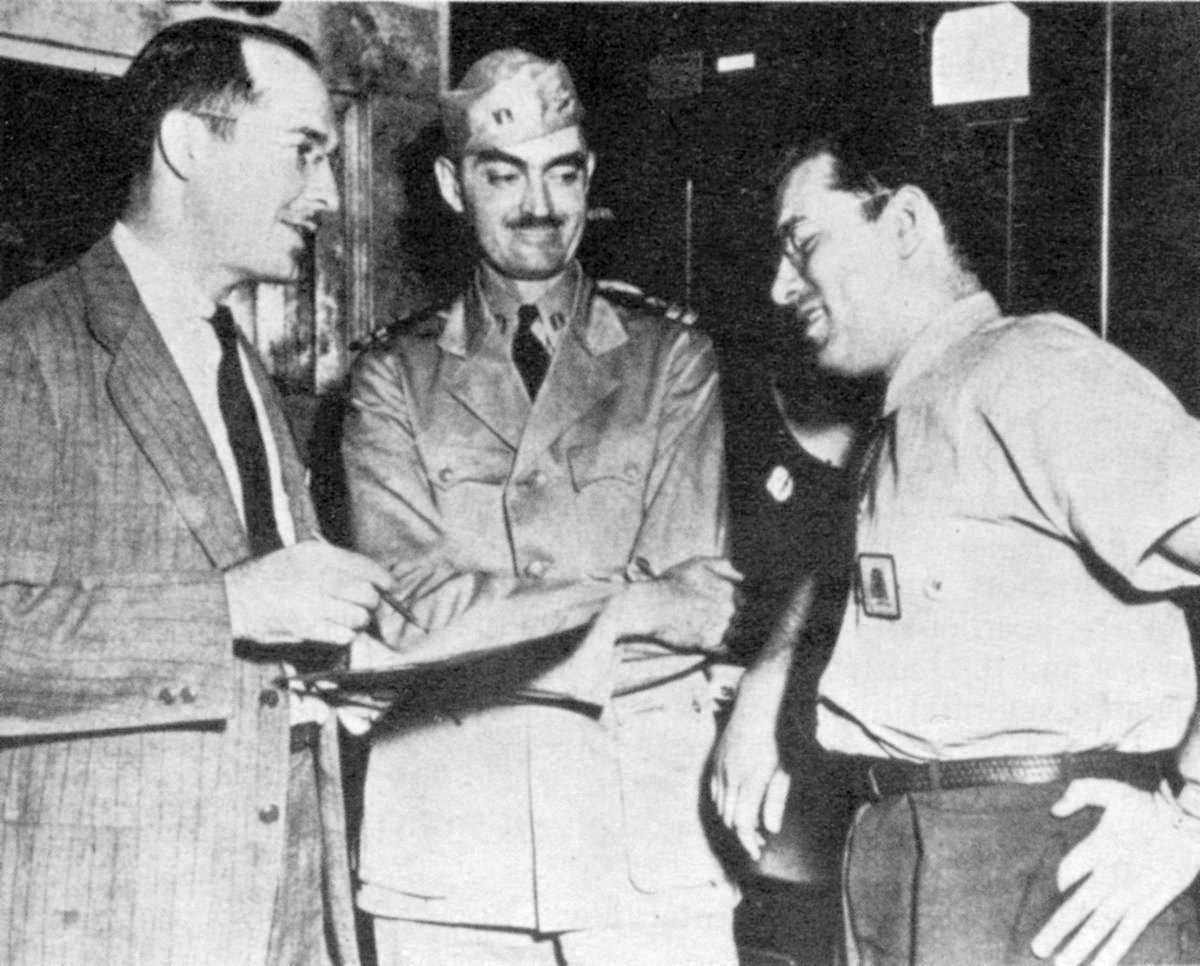
Robert Heinlein, L. Sprague de Camp e Isaac Asimov, Philadelphia Navy Yard, 1944.

Verso la fine della guerra, nel 1945, iniziò a riprendere in considerazione la sua carriera di scrittore. I bombardamenti atomici di Hiroshima e Nagasaki e lo scoppio della guerra fredda lo galvanizzarono, spingendolo a scrivere articoli su argomenti politici e a tentare di pubblicare su riviste più redditizie. Pubblicò quattro importanti storie su The Saturday Evening Post, cominciando con Le verdi colline della Terra nel febbraio 1947, diventando il primo scrittore di fantascienza a uscire dal ghetto dei pulp. Scrisse soggetto e sceneggiatura per Uomini sulla Luna, film vincitore dell'Oscar ai migliori effetti speciali per il quale fece anche da consulente tecnico, e a cui fu poi assegnato un premio retro Hugo per la migliore presentazione drammatica. Firmò un contratto con Scribner's per la scrittura di una serie di romanzi per adolescenti che durò fino agli anni cinquanta. Heinlein divorziò da sua moglie Leslyn nel 1947 e nel 1948 sposò la sua terza moglie Virginia "Ginny" Gerstenfeld, che probabilmente servì come modello per molti dei suoi personaggi femminili, intelligenti e indipendenti.
I romanzi "per adolescenti" di Heinlein potrebbero essere la sua opera più importante, dato che gli guadagnarono un pubblico di adulti scientificamente e socialmente consapevoli. In questi libri trattò molti argomenti, ma quello del 1959, Fanteria dello spazio, fu considerato dallo staff redazionale di Scribner's troppo controverso per la loro prestigiosa collana e venne sommariamente rifiutato. Heinlein, sentendosi allora sciolto da ogni vincolo di target, iniziò a scrivere "la sua roba, alla sua maniera" e pubblicò una serie di libri che ridisegnarono i confini della fantascienza, tra cui Straniero in terra straniera (1961), la sua opera più conosciuta, e La Luna è una severa maestra (1966), che molti considerano il suo miglior romanzo.

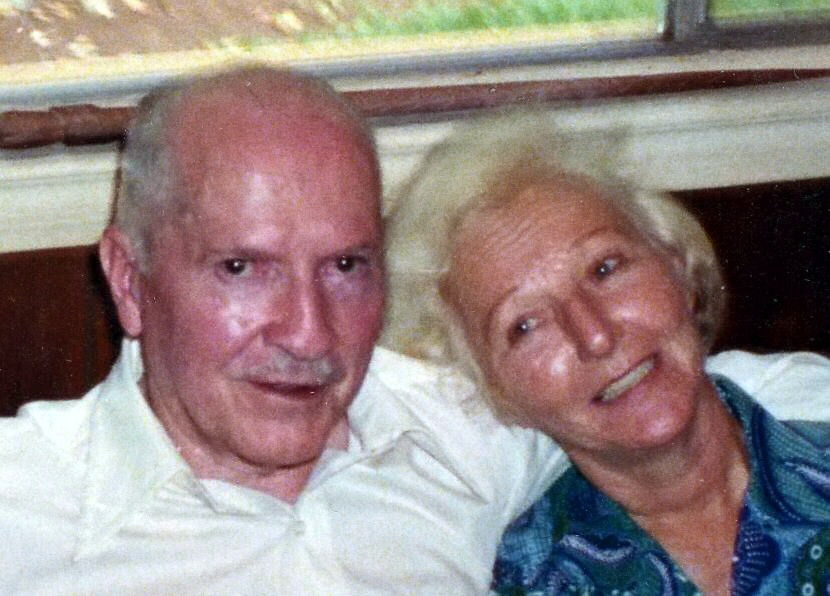
Robert e Virginia Heinlein (Tahiti, 1980).

A partire dal 1970, Heinlein comunque soffrì di una serie di problemi di salute, intervallati da periodi di lavoro intenso. Il decennio iniziò con un attacco di peritonite, dal quale gli occorsero più di due anni per riprendersi. Ma non appena stette abbastanza bene per scrivere, iniziò il suo lavoro tecnicamente più ambizioso, Lazarus Long, l'immortale (1973). Alla metà degli anni settanta scrisse due voci per l'Enciclopedia Britannica (la prima su Paul Dirac e l'antimateria e la seconda sulla chimica del sangue: una versione del primo articolo intitolato Paul Dirac, Antimatter, and You ("Paul Dirac, l'Antimateria e Tu") fu pubblicato nell'antologia Expanded Universe.
Insieme alla moglie Virginia viaggiò per gli Stati Uniti aiutando la raccolta di sangue e nel 1976 fu per la terza volta ospite d'onore alla World Science Fiction Convention a Kansas City. Era esausto, la sua salute declinò nuovamente e dovette sottoporsi a una delle prime operazioni di bypass cardiaco nel 1978. Quello stesso anno gli fu richiesto di testimoniare di fronte al Comitato congiunto del Senato e della Camera, dove affermò la sua fiducia nelle ricadute della tecnologia spaziale, di cui stavano beneficiando gli infermi e gli anziani. L'incontro ravvicinato con la morte lo rivivificò e scrisse altri cinque romanzi dal 1980 fino alla sua scomparsa, avvenuta nel sonno l'8 maggio 1988, mentre stava mettendo insieme le note per il sesto romanzo, World As Myth. Dopo i funerali, il corpo di Heinlein venne cremato e le ceneri sparse in mare.
Nel 2003 il suo primo romanzo A noi vivi, ritenuto da lungo tempo distrutto, venne ritrovato e pubblicato, rivelando quanto della filosofia sociale e politica che compare nei suoi ultimi lavori fosse già presente nei suoi primi giorni di politico radicale.

## Attività letteraria

### Prime opere, 1939–1960
Il suo primo romanzo fu A noi vivi, scritto nel 1938-1939 e pubblicato postumo solo 64 anni più tardi, nel 2003, dopo il rinvenimento di una copia nel garage di Michael Hunter.
Sebbene come romanzo sia stato un fallimento, essendo poco più di una serie di conferenze sulle teorie sociali di Heinlein travestita da storia di fantascienza, A noi vivi è una finestra intrigante sullo sviluppo delle sue idee radicali sull'uomo come animale sociale, incluso l'amore libero. Pare che Heinlein tentò perlomeno di vivere in maniera coerente con questi ideali anche negli anni trenta e il suo matrimonio con la seconda moglie Leslyn fosse una relazione aperta (era anche un nudista: nudismo e tatuaggi personali sono elementi discussi frequentemente nelle sue opere. Al culmine della guerra fredda costruì un rifugio antiatomico sotto la sua casa simile a quello che compare in Storia di Farnham).
Dopo A noi vivi iniziò a scrivere romanzi e racconti ambientati in una coerente cornice di storia futura, completa di una cronologia di cambiamenti significativi politici, culturali e tecnologici. Queste opere, tra le quali spicca Universo, danno a Heinlein un'importante posizione nell'Epoca d'oro della fantascienza. Tutti racconti appartenenti al ciclo della Storia futura sono stati successivamente riuniti in diverse edizioni (in Italia sono usciti in due volumi per gli Oscar Mondadori Fantascienza - nr. 1976 settembre 1987 e nr. 2011 febbraio 1988- e in 4 volumi come Urania Classici Mondadori).
Dopo una pausa dovuta alla seconda guerra mondiale, durante la quale Heinlein fu richiamato alle armi, gran parte della sua produzione dal 1947 al 1961 consistette di romanzi per ragazzi (che costituivano una parte consistente dei lettori di fantascienza). Alcuni esempi di questi romanzi sono La tuta spaziale, Pionieri dello spazio e L'invasione dei gattopiatti. Molte di essi furono pubblicati per la prima volta a puntate sotto altri titoli, per esempio Pionieri dello spazio (Farmer in the Sky) fu pubblicato come Satellite Scout nella rivista dei Boy Scout Boy's Life. È stato ipotizzato che la sua intensa ossessione per la sua privacy fosse dovuta all'apparente contraddizione tra la sua vita privata non convenzionale e la sua carriera come autore di libri per ragazzi, ma in A noi vivi discute esplicitamente anche l'importanza politica che Heinlein assegnava alla privacy come questione di principio.
Heinlein scrisse originariamente il suo primo romanzo pubblicato Razzo G.2 perché gli venne sollecitato un libro per ragazzi da un grosso editore. L'editore lo rifiutò perché "un viaggio fino alla Luna era un'assurdità", allora Heinlein propose il libro a Scribner's, che lo comprò - e iniziò una lunga collaborazione durante la quale pubblicò un libro per ragazzi ogni anno. L'accordo durò per dodici anni fino a che non venne rifiutato il manoscritto di Fanteria dello spazio (Starship Troopers), che Heinlein propose immediatamente a un altro editore e con il quale vinse un premio Hugo. Molti lettori odierni non si rendono conto che alcuni dei cliché apparentemente usati da Heinlein, come il viaggio fino alla Luna in Razzo G.2, furono considerati sorprendenti nella sua epoca e infatti aiutarono a creare questi cliché. Un altro buon esempio da questo periodo è Terrore dalla sesta luna (The Puppet Masters) che originò l'idea degli alieni che si impossessano dei corpi umani come in L'invasione degli ultracorpi.
I romanzi che scrisse per il pubblico giovane sono un'affascinante miscela di temi adulti e per adolescenti. Molti degli argomenti che affronta in questi libri riguardano i problemi affrontati dagli adolescenti: i suoi protagonisti sono in genere teenager molto intelligenti che hanno a che fare con la società adulta che li circonda. Superficialmente sono semplici racconti di avventure, imprese e rapporti con insegnanti stupidi e compagni gelosi. Heinlein era tuttavia convinto che i giovani lettori fossero molto più sofisticati e capaci di gestire temi complessi e difficili di quanto non li ritenessero gli adulti, perciò anche questi romanzi per ragazzi hanno spesso una maturità che li rende leggibili anche agli adulti. In effetti il suo ultimo racconto "per ragazzi" fu Fanteria dello spazio che è anche una delle sue opere più controverse, scritto in risposta all'arresto unilaterale dei test nucleari. Anche un libro relativamente innocente come Il pianeta rosso contiene alcuni temi sovversivi: una rivoluzione dei giovani studenti modellata su quella della Rivoluzione americana; l'editore gli chiese cambi sostanziali negli argomenti del libro, come l'uso di armi da parte di adolescenti e la sessualità confusa del personaggio marziano.
Fra i suoi romanzi per giovani, tuttavia, Cittadino della galassia (come afferma Alexei Panshin in Heinlein in Dimension) è il più ambizioso. Le dimensioni spaziali del racconto sono sconfinate: tremila anni luce, o meglio l'intera circonferenza della libera federazione di mondi nota come Egemonia terrestre.

### Opere mature, 1961–1973
A partire dal 1961 circa (Straniero in terra straniera) fino al 1973 (Lazarus Long l'immortale) Heinlein scrisse i suoi romanzi più caratteristici e meglio sviluppati. Il suo lavoro in questo periodo esplorò i temi per lui più importanti come l'individualismo, il libertarismo e l'amore fisico e romantico. Fino a un certo punto l'apparente discrepanza tra questi lavori e i temi più ingenui dei suoi romanzi precedenti può essere attribuita alla sua propria idea, probabilmente corretta, che i lettori e gli editori degli anni cinquanta non fossero ancora pronti per le sue idee più radicali. Non pubblicò Straniero in terra straniera fino a molto tempo dopo il suo completamento e i temi di amore libero e di individualismo radicale sono in primo piano già nel suo primo romanzo, pubblicato solo postumo, A noi vivi.
La voce che Straniero in terra straniera fosse stato usato come ispirazione da Charles Manson pare essere una leggenda metropolitana: sebbene alcuni dei seguaci di Manson abbiano letto il libro, Manson stesso affermò più tardi di non averlo fatto. È vero che altri individui hanno fondato la Church Of All Worlds (Chiesa di Tutti i Mondi) prendendo ispirazione dal personaggio principale di Straniero in terra straniera, ma Heinlein, per quanto se ne sa, non ebbe niente a che fare con loro.

### Ultime opere, 1980–1987
Dopo un silenzio di sette anni dovuto ai suoi problemi di salute, Heinlein produsse diversi altri romanzi nel periodo dal 1980 (Il numero della bestia, un libro di Oz) fino al 1987 (Oltre il tramonto). Questi sono romanzi controversi anche tra i suoi lettori, comunque vendettero bene e vinsero numerosi premi.
Alcuni di questi libri come Il numero della bestia e Il gatto che attraversa i muri iniziano come storie di avventura, ma verso la fine devolvono in fantasie filosofiche. Dipende dall'opinione personale se questo denoti una mancanza di abilità o uno sforzo conscio di espandere i confini della fantascienza in un genere di realismo magico che continui gli sforzi iniziati con Straniero in terra straniera.
La tendenza verso un autoreferenzialismo autoriale iniziata con Straniero in terra straniera e Lazarus Long l'immortale divenne ancora più evidente in romanzi come Il gatto che attraversa i muri il cui protagonista in prima persona è un veterano militare invalido che diventa scrittore e trova il suo amore in un personaggio femminile che, come per quasi tutti gli altri suoi forti personaggi femminili, pare basato su sua moglie Ginny. L'elemento di autoparodia di questi libri impedisce loro di impantanarsi, prendendosi troppo sul serio, ma può anche fallire nell'evocare l'effetto desiderato nei lettori non familiari con i romanzi precedenti di Heinlein.

## Idee e temi
(Robert A. Heinlein, Lazarus Long l'immortale)

### Politica
Gli scritti di Heinlein parrebbero, a una lettura superficiale, aver oscillato selvaggiamente lungo tutto lo spettro politico. Il suo primo romanzo (pubblicato postumo) A noi vivi (For Us, The Living), consiste in gran parte di discorsi che sostengono il sistema del credito sociale e la prima storia, Spostati, tratta di un'organizzazione che pare essere il Civilian Conservation Corps di Roosevelt trasferito nello spazio esterno. Straniero in terra straniera fu accolto a braccia aperte dalla controcultura hippie, e La via della gloria è stato letto da qualcuno come un testo antimilitarista, mentre Fanteria dello spazio è apparso, al contrario, militarista.
Scendendo però più in profondità, le linee di pensiero delle idee politiche di Heinlein rimangono costanti. Fu fortemente impegnato nel libertarismo, come espresso eloquentemente in La Luna è una severa maestra (che presenta d'altronde un'organizzazione rivoluzionaria a cellule di tipo leninista). I suoi primi romanzi per adolescenti contengono spesso un messaggio antiautoritario sorprendentemente forte come, per esempio, nel suo primo romanzo per ragazzi Razzo G.2, nel quale un gruppo di ragazzi decolla con un razzo in spregio dell'ordinanza di un tribunale. In La Luna è una severa maestra l'iniquo Ente Lunare che controlla la colonia lunare viene chiamato di solito L'Ente con un evidente riferimento al servizio segreto degli Stati Uniti (CIA), chiamato appunto l'Ente o l'Agenzia, il che porta a un'ovvia interpretazione del libro come parabola dei mali dell'autorità in generale, piuttosto che del male specifico di una particolare autorità.
Contrariamente alla Destra cristiana, Heinlein si opponeva a ogni interferenza della religione nel governo, mettendo alla gogna le religioni organizzate ne Il pianeta del miraggio, e con maggiore sottigliezza e ambivalenza in Straniero in terra straniera. La sua Storia futura include un periodo chiamato Interregnum, nel quale un gruppo di arretrati revivalisti instaura un regime dittatoriale negli Stati Uniti. Le descrizioni positive dei militari (Guerra nell'infinito, Il pianeta rosso, Fanteria dello spazio) tendono sì ad enfatizzare le azioni individuali dei volontari, nello spirito dei Minutemen (milizie coloniali americane della Guerra d'indipendenza americana), ma anche un sistema sociale e politico apertamente militarista; mentre l'esercito come istituzione concreta è visto con scetticismo in Lazarus Long l'immortale e La via della gloria.
Nonostante la militanza giovanile di Heinlein con i socialisti del Movimento EPIC e quello del credito sociale, egli fu un ardente anticomunista per tutta la vita. Nel mondo politico del 1930 non era contraddittorio essere contemporaneamente socialista e convinto anticomunista. George Orwell aveva punti di vista simili, e la sua opera La fattoria degli animali ne è considerata una prova. I lavori non di narrativa di Heinlein includono Who are the heirs of Patrick Henry?, una polemica anticomunista pubblicata come inserzione a pagamento, e articoli come "'Pravda' Means 'Truth'" e "Inside Intourist" nel quale parla della sua visita in Unione Sovietica e suggerisce ai lettori del Mondo occidentale come evadere la supervisione delle autorità russe.
Molte delle storie di Heinlein indicano un punto di vista sulla storia che potrebbe essere comparato a quello di Karl Marx: le strutture sociali sono determinate dall'ambiente materiale, anche se il pensiero di Heinlein sarebbe forse più compatibile con la "Tesi della frontiera" di Turner. In Il pianeta rosso, il dottor MacRae collega i tentativi di controllo delle armi all'aumento della densità di popolazione su Marte (questa discussione venne rimossa nell'edizione originale del libro su richiesta dell'editore). In Pionieri dello spazio la sovrappopolazione della Terra porta alla carestia, ma l'emigrazione su Ganimede fornisce una sorta di "assicurazione sulla vita" alla specie umana nel suo complesso; Heinlein per voce di uno dei suoi personaggi inserisce, verso la fine del libro, una lezione nella quale spiega che la logica matematica del Malthusianesimo può portare solo al disastro per la Terra. Una sottotrama di Lazarus Long l'immortale riguarda le richieste degli agricoltori alla banca di Lazarus Long (il protagonista), descritte da Heinlein come la tendenza di una società di pionieri che si evolve verso una società più "densa" (e per implicazione più decadente e meno libera). Questo episodio è un esempio interessante della tendenza di Heinlein (in contrasto con Marx) di vedere la storia come un evento ciclico, piuttosto che progressivo. Un altro buon esempio è in La Luna è una severa maestra, in cui una rivoluzione depone l'autorità, ma immediatamente dopo il nuovo governo cade inevitabilmente preda della tendenza a legiferare sulla sfera privata delle persone, «a rendere obbligatorio tutto ciò che non è proibito», nonostante l'opposizione di uno dei personaggi (che si descrive come un "anarchico razionalista").

### Razza
Heinlein crebbe negli Stati Uniti in un'epoca di segregazione razziale e scrisse una delle sue opere maggiormente influenti all'apice del movimento per i diritti civili. La razza è un elemento importante del suo lavoro. L'esempio principale è Storia di Farnham, in cui una famiglia di bianchi caucasici si ritrova in un futuro capovolto nel quale i bianchi sono schiavi dei neri africani. Heinlein si diverte a sfidare i possibili stereotipi razziali dei suoi lettori introducendo protagonisti fortemente simpatetici, solo per rivelare molto più tardi che sono di discendenza africana, come per esempio ne Il gatto che attraversa i muri, La via delle stelle e Operazione domani. In Fanteria dello spazio, peraltro, solo alla fine viene rivelato che il protagonista è filippino.
Il riferimento ne La via delle stelle è sottile e ambiguo, ma almeno un insegnante di college che presenta il libro ai suoi studenti ha detto che c'è sempre qualcuno che chiede "È un nero?". Il gatto che attraversa i muri fu pubblicato con una sovraccoperta che mostrava il protagonista come un bianco, sebbene il libro affermasse chiaramente che è di discendenza africana; questo avvenne anche per un'edizione di Operazione domani.
Sia La Luna è una severa maestra che Una famiglia marziana contengono episodi di pregiudizio razziale o di ingiustizie contro il protagonista (nel primo il protagonista mentre visita il sud degli Stati Uniti viene brevemente incarcerato e viene a sapere che «...la varietà di razze della sua famiglia era quanto aveva fatto arrabbiare abbastanza il giudice da farlo arrestare...», mentre nel secondo tratta brevemente dei pregiudizi razziali contro la protagonista a causa della sua discendenza mista.
È interessante, sebbene forse rischioso, interpretare alcune delle specie aliene che compaiono nei romanzi di Heinlein come una rappresentazione allegorica delle razze umane. Stella doppia, Il pianeta rosso e Straniero in terra straniera trattano tutti della tolleranza e comprensione tra umani e marziani. Diverse delle sue storie come Jerry era un Uomo, Il cucciolo spaziale e Il pianeta rosso, presentano l'idea che i non umani siano giudicati erroneamente inferiori agli umani. Sebbene sia stato suggerito che il forte senso gerarchico e antindividualistico dei "ragni" in Fanteria dello spazio fosse inteso per rappresentare i cinesi o giapponesi, Heinlein scrisse quel libro in risposta alla sospensione unilaterale dei test nucleari da parte degli Stati Uniti, quindi è più probabile che fosse una metafora per rappresentare il comunismo. Le lumache di Terrore dalla sesta luna sono similmente, chiaramente ed esplicitamente identificate come una metafora per il comunismo. Un problema di interpretare gli alieni come rappresentanti delle razze umane è che gli alieni di Heinlein generalmente vivono una vita mentale diversa da quella degli esseri umani. Per esempio, ne I figli di Matusalemme descrive due razze aliene: i Jockaira sono animali senzienti addomesticati da una seconda razza simile a divinità. Nei suoi primi romanzi per ragazzi i marziani e i venusiani sono descritti come razze antiche e sagge che raramente si degnano di interferire con gli affari degli esseri umani.

### Individualismo e autodeterminazione
Molti romanzi di Heinlein sono incentrati su rivolte contro un'oppressione politica, per esempio:
- I residenti della colonia penale lunare aiutati da un computer senziente si ribellano conto i loro guardiani, l'Ente Lunare (ed infine alla Terra) in La Luna è una severa maestra
- I colonizzatori si ribellano alla Terra in Guerra nell'infinito e Il pianeta rosso
- I secolaristi rovesciano una dittatura religiosa in Rivolta 2100

Ma coerentemente con la sua fede nell'individualismo i suoi lavori più sofisticati per adulti spesso ritraggono sia gli oppressori che gli oppressi con considerevole ambiguità. In Storia di Farnham il figlio del protagonista si fa castrare per ottenere la sicurezza. In Il cucciolo spaziale e La via della gloria le monarchie assolute sono descritte positivamente. In La Luna è una severa maestra la vita prerivoluzionaria sotto l'Ente Lunare viene descritta come una specie di utopia anarchica o libertaria: la previsione di un futuro disastro economico è l'unica giustificazione per la rivoluzione, che porta con sé il male di un governo repubblicano. Romanzi come Straniero in terra straniera e Operazione domani sono incentrati su individui piuttosto che su nazioni. La capacità dell'individuo di creare sé stesso viene esplorata a fondo in storie come Non temerò alcun male e Un gran bel futuro. Siamo invitati a chiederci come sarebbe l'umanità se cambiasse usi e costumi a proprio beneficio e non il contrario. Come saremmo se non ci sviluppassimo sotto l'influenza schiacciante della cultura corrente? Saremmo individui. Avremmo l'anima che ci saremmo dati da noi stessi.

### Filosofia
Maureen, il personaggio principale del romanzo Oltre il tramonto, afferma che lo scopo della metafisica è di porre domande: "Perché siamo qui?", "Dove andremo dopo la morte?" e così via e che non è permesso rispondere alle domande. Porre le domande è lo scopo della metafisica, rispondere ad esse non lo è, perché una volta che si risponde ad esse si attraversa il confine con la religione. Maureen non motiva questa affermazione, semplicemente commenta che le domande sono "belle" ma mancano di risposte. L'implicazione pare essere quanto segue: poiché (come sostenuto da Heinlein) il ragionamento deduttivo è strettamente tautologico (cioè non genera conclusioni che non siano già contenute nelle premesse) e poiché il ragionamento induttivo è sempre soggetto al dubbio, l'unica fonte di "risposte" a queste domande è l'esperienza diretta – che non è possibile avere. Lazarus Long, il figlio/amante di Maureen, fa un commento correlato all'argomento in Lazarus Long l'Immortale: a un certo punto commenta che per rispondere alle "grandi domande" sull'universo sarebbe necessario porsi "al di fuori" dell'universo.
Negli anni trenta e quaranta Heinlein fu molto interessato alla teoria della Semantica generale (General Semantics) di Alfred Korzybski e frequentò diversi seminari sull'argomento. La sua opinione sull'epistemologia pare derivare da questo interesse e alcuni dei suoi personaggi continueranno ad esprimere punti di vista korzybskiani fino alla fine della sua carriera di scrittore.
La filosofia generale delle sue opere, così come molti spunti in essa contenuti, influenzò e continua a influenzare ampi settori del movimento transumanista, specie negli USA.

## Riconoscimenti
Tra i molti riconoscimenti che ottenne, fu il primo a ricevere il Grand Master Nebula of the Science Fiction Writers of America (Premio Nebula per il Gran Maestro degli Scrittori di Fantascienza Americani).
È il solo scrittore ad aver vinto sette premi Hugo: quattro nel corso della sua carriera: Stella doppia (1956), Fanteria dello spazio (1959), Straniero in terra straniera (1961), e La Luna è una severa maestra (1966); e tre Retro-Hugo assegnati postumi nel 2001 per opere pubblicate nel 1950: miglior romanzo, Pionieri dello spazio, miglior romanzo breve, L'uomo che vendette la Luna e miglior presentazione drammatica con il film Uomini sulla Luna (Destination Moon, 1950).
Tra gli pseudonimi sotto cui ha scritto ci sono Anson MacDonald e Lyle Monroe.

## Elenco delle opere
Dove tradotte, delle opere è indicata la prima pubblicazione in lingua italiana.

### Romanzi
- La sesta colonna o Sesta colonna (Sixth Column o The Day After Tomorrow, 1941), traduzione di Lella Pollini, La Tribuna, 1962
- Oltre l'orizzonte (Beyond This Horizon, 1942), traduzione di Maria Gallone, Arnoldo Mondadori Editore, 1953
- Il terrore dalla sesta luna (The Puppet Masters, 1951), traduzione di Maria Gallone, Arnoldo Mondadori Editore, 1952
- Stella doppia (Double Star, 1956; Premio Hugo per il miglior romanzo 1956), traduzione di Francesca d'Amelio, Ponzoni Editore, 1957
- La porta sull'estate (The Door into Summer, 1957), traduzione di Beata Della Frattina, Arnoldo Mondadori Editore, 1957
- I figli di Matusalemme (Methuselah's Children, 1958), traduzione di Giacomo Fecarrotta, Arnoldo Mondadori Editore, 1961
- Fanteria dello spazio (Starship Troopers, 1959; Premio Hugo per il miglior romanzo 1960), traduzione di Hilya Brinis, Arnoldo Mondadori Editore, 1962
- Una famiglia marziana o Podkayne ragazza di Marte (Podkayne of Mars, 1963), traduzione di Hilya Brinis, Arnoldo Mondadori Editore, 1963
- Straniero in terra straniera (Stranger in a Strange Land, 1961; Premio Hugo per il miglior romanzo 1962), traduzione di Roberta Rambelli, La Tribuna, 1964
- La via della gloria (Glory Road, 1963), traduzione di Roberta Rambelli, La Tribuna, 1966
- Universo o Orfani del Cielo (Orphans of the Sky, 1963), traduzione di Antonagelo Pinna, Arnoldo Mondadori Editore, 1978
- Storia di Farnham o La fortezza di Farnham (Farnham's Freehold, 1964), traduzione di Ginetta Pignolo, Arnoldo Mondadori Editore, 1965
- La Luna è una severa maestra (The Moon is a Harsh Mistress, 1966; Premio Hugo per il miglior romanzo 1967), traduzione di Antonangelo Pinna, Arnoldo Mondadori Editore, 1966
- Non temerò alcun male (I Will Fear No Evil, 1970), traduzione di Adriana Dell'Orto, Bompiani, 1972
- Lazarus Long, l'immortale (Time Enough For Love, 1973), traduzione di Roberta Rambelli, Editrice Nord, 1979
- Il numero della bestia (The Number of the Beast, 1980), traduzione di Giacomo Gramegna, Sonzogno, 1981
- Operazione domani (Friday, 1982), traduzione di Vittorio Curtoni, Arnoldo Mondadori Editore, 1987
- Il pianeta del miraggio (Job: A Comedy of Justice, 1984), traduzione di Riccardo Valla, Arnoldo Mondadori Editore, 1990
- Il gatto che attraversa i muri (The Cat Who Walks Through Walls, 1985), traduzione di Gaetano Staffilano, Arnoldo Mondadori Editore, 1988
- Oltre il tramonto (To Sail Beyond the Sunset, 1987), traduzione di Gaetano Luigi Staffilano, Arnoldo Mondadori Editore, 1989
- A noi vivi (For Us, The Living: A Comedy of Customs, 1939; pubblicato postumo 2003), traduzione di Silvia Castoldi, Arnoldo Mondadori Editore, 2005

#### Romanzi per ragazzi
- Razzo G.2 (Rocket Ship Galileo, 1947), traduzione di Paola Franceschini, La Sorgente, 1957
- Cadetti dello spazio (Space Cadet, 1948), traduzione di Ettore Settanni, Bompiani, 1952
- Il pianeta rosso o Pianeta rosso (Red Planet, 1949), traduzione di Hilia Brinis, La Sorgente, 1958
- Pionieri dello spazio (Farmer in the Sky, 1950; Retro Hugo 1951), traduzione di Hilya Brinis, La Sorgente, 1957
- Guerra nell'infinito (Between Planets, 1951), traduzione di Ugo Malaguti, Libra Editrice, 1972
- L'invasione dei gattopiatti (The Rolling Stones, 1952), traduzione di Lydia Lax, Rizzoli, 1978
- Starman Jones (Starman Jones, 1953), traduzione di Antonio Bellomi, La Tribuna, 1970
- Il cucciolo spaziale (The Star Beast, 1954), traduzione di Hilya Brinis, La Sorgente, 1959
- La via delle stelle (Tunnel in the Sky, 1955), traduzione di Ugo Malaguti, Libra Editrice, 1971
- Astronave alla conquista o I sopravvissuti dello spazio (Time for the Stars, 1956), traduzione di Michele Lo Buono, La Sorgente, 1959
- Cittadino della galassia (Citizen of the Galaxy, 1957), traduzione di Giancarlo Cella, Ponzoni Editore, 1964
- La tuta spaziale o Ho la tuta: viaggerò nello spazio (Have Space Suit - Will Travel, 1958), traduzione di Maria Todeschini, A. M. Z., 1961
- Fanteria dello spazio (Starship Troopers, 1959; Premio Hugo per il miglior romanzo 1960), traduzione di Hilya Brinis, Arnoldo Mondadori Editore, 1962
- Una famiglia marziana o Podkayne ragazza di Marte (Podkayne of Mars, 1963), traduzione di Hilya Brinis, Arnoldo Mondadori Editore, 1963

### Narrativa breve

#### Narrativa breve appartenente al ciclo della "Storia futura"
- La linea della vita (Life-Line, 1939), Arnoldo Mondadori Editore, 1953
- Spostati o Disadattato (Misfit, 1939), traduzione di Roberta Rambelli, La Tribuna, 1971
- Fiat lux (Let There Be Light, 1940), Arnoldo Mondadori Editore, 1953
- Le strade devono correre (The Roads Must Roll, 1940), Arnoldo Mondadori Editore, 1953
- Requiem (Requiem, 1940), Arnoldo Mondadori Editore, 1953
- Rivolta 2100 (If This Goes On —, 1940), Ponzoni Editore, 1959
- Ritorno alla vita (Coventry, 1940), Ponzoni Editore, 1959
- L'esplosione incombe (Blowups Happen, 1940), Arnoldo Mondadori Editore, 1953
- Universo o Orfani del cielo (Universe, 1941), Arnoldo Mondadori Editore, 1953
- Portiamo anche a spasso i cani (We Also Walk Dogs, 1941), traduzione di Paolo Busnelli, Armenia Editore, 1980
- Senso comune (Common Sense, 1941), traduzione di Antonangelo Pinna, Arnoldo Mondadori Editore, 1965
- I figli di Matusalemme (Methuselah's Children, 1941; espanso in romanzo nel 1958)
- Logica dell'impero (Logic of Empire, 1941), traduzione di Ugo Malaguti, Libra Editrice, 1970
- Gente di domani (Space Jockey, 1947), traduzione di Ugo Malaguti, Libra Editrice, 1975
- Come è bello ritornare (It's Great to Be Back!, 1947), traduzione di Maurizio Cesari, Libra Editrice, 1972
- Le verdi colline della Terra (The Green Hills of Earth, 1947), traduzione di Ugo Malaguti, Libra Editrice, 1970
- Il grande abisso (Ordeal in Space, 1948), traduzione di Maurizio Cesari, Libra Editrice, 1970
- La lunga veglia (The Long Watch, 1948), traduzione di Gianni Aimach, Libra Editrice, 1970
- Signori, accomodatevi (Gentlemen, Be Seated, 1948), traduzione di Paolo Busnelli, Armenia, 1980
- Le caverne di Luna City (The Black Pits of Luna, 1948), Arnoldo Mondadori Editore, 1953
- Stazione spaziale (Delilah and the Space Rigger, 1949), traduzione di Ugo Malaguti, Libra Editrice, 1974
- L'uomo che vendette la Luna (The Man Who Sold the Moon; Retro Hugo, 1951), Arnoldo Mondadori Editore, 1953
- Minaccia dalla Terra (The Menace From Earth, 1957), traduzione di Giuseppe Lippi, Arnoldo Mondadori Editore, 1988
- Luce nelle tenebre (Searchlight, 1962), traduzione di Gabriele Tamburini, La Tribuna, 1971

#### Altre opere di narrativa breve
- Anonima stregoni (Magic, Inc., 1940), traduzione di Ludovica Fratus De Balestrini, La Tribuna, 1965
- Soluzione insoddisfacente (Solution Unsatisfactory, 1940), traduzione di Enrico Cecchini, Edizioni dello Scorpione, 1967
- Loro (They, 1941), traduzione di Vittorio Curtoni, Arnoldo Mondadori Editore, 2003
- La casa nuova (...And He Built a Crooked House, 1941), traduzione di Giorgio Monicelli, Einaudi, 1959
- Un gran bel futuro (By His Bootstraps, 1941), traduzione di Gian Luigi Gonano, Edizioni Gamma, 1965
- Eredità perduta o L'eredità perduta (Lost Legacy, 1941), traduzione di Gianni Samaja, Ponzoni, 1961
- Nella trama del tempo o Altroquando (Elsewhen, 1941), traduzione di Ugo Carrega, De Carlo Editore, 1958
- Sfere di fiamma (Goldfish Bowl, 1942), traduzione di Ugo Fossati, Edizioni dello Scorpione, 1966
- Waldo, o dell'impossibile (Waldo, 1942), traduzione di Lella Pollini, La Tribuna, 1962
- Il mestiere dell'avvoltoio (The Unpleasant Profession of Jonathan Hoag, 1942), traduzione di Luigi Cozzi, La Tribuna, 1965
- Jerry era un uomo (Jerry Was a Man, 1947), traduzione di Maurizio Gavioli, Fanucci Editore, 1976
- Colombo era uno scemo (Columbus Was a Dope, 1947), traduzione di L. Tullio, Edizioni LEUP, 1964
- Il livello (Water is for Washing, 1947), traduzione di Paolo Scognamiglio, apparso in appendice al n. 274 di Urania, Arnoldo Mondadori Editore, 1962
- La nostra bella città (Our Fair City, 1949), traduzione di Delio Zinoni, Arnoldo Mondadori Editore, 1986
- Vortice Nero o Abisso (Gulf, 1949), traduzione di Federico Valli, De Carlo Editore, 1968
- Astro instabile (The Year of the Jackpot), 1952), Arnoldo Mondadori Editore, 1955
- Minaccia dalla Terra (Project Nightmare, 1953), traduzione di Enrico Cecchini, Edizioni dello Scorpione, 1967
- Accelerazione massima (Sky Lift, 1953), traduzione di Tom Arno, 1955
- L'uomo che vendeva elefanti (The Man Who Traveled in Elephants, 1957), traduzione di Vittorio Curtoni, Arnoldo Mondadori Editore, 2003
- Tutti i miei fantasmi o Tutti voi zombie (...All You Zombies..., 1959), traduzione di Ugo Malaguti, Lerici Editori, 1965
- Uomini liberi (Free Men, 1966), traduzione di Gabriele Tamburini, La Tribuna, 1971

### Saggistica

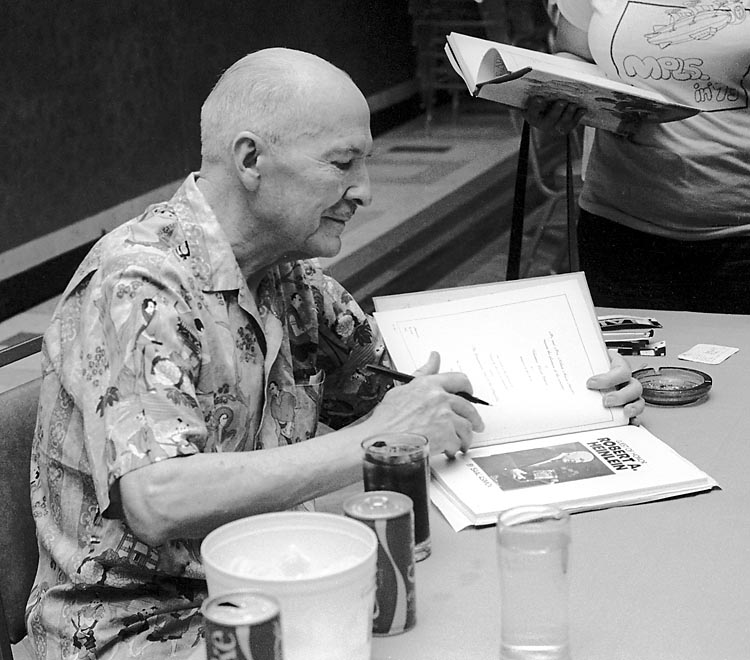
Heinlein ospite d'onore alla World Science Fiction Convention del 1976 a Kansas City.

- Grumbles from the Grave, 1989 (inedito in italiano)
- Take Back Your Government: A Practical Handbook for the Private Citizen, 1992 (inedito in italiano)
- Tramp Royale, 1992 (inedito in italiano)

## Opere derivate
- The Notebooks of Lazarus Long illustrated by D.F Vassallo (1978) - la sezione dei Taccuini di Lazarus Long estratta da Lazarus Long l'immortale e illustrata da D.F. Vassallo
- Fate's Trick di Matt Costello (1988) - un librogame basato su La via della gloria
- Requiem: New Collected Works by Robert A. Heinlein and Tributes to the Grand Master (1992)

## Filmografia
- Uomini sulla Luna (Destination Moon) di Irving Pichel (1950) - tratto dal romanzo Razzo G.2 (sceneggiatura, consulente tecnico) (Retro Premio Hugo migliore presentazione drammatica, 1951)
- Tom Corbett, Space Cadet, serie TV (1950) - tratta dal romanzo Cadetti dello spazio
- Project Moon Base di Richard Talmadge (1953)
- The Brain Eaters di Bruno VeSota (1959) - probabilmente tratto da Terrore dalla sesta luna[7]
- Red Planet - miniserie TV (1994) - tratta dall'omonimo romanzo
- Il terrore dalla sesta luna (The Puppet Masters) di Stuart Orme (1994) - tratto dall'omonimo romanzo
- Starship Troopers - Fanteria dello spazio (Starship Troopers) di Paul Verhoeven (1997) - liberamente tratto dal romanzo Fanteria dello spazio
- Roughnecks: The Starship Troopers Chronicles (1999) - serie TV animata - tratta da Fanteria dello Spazio
- Predestination, di Michael e Peter Spierig (2014) - tratto da Tutti i miei fantasmi (All You Zombies)